# Bruno Tabacci
Bruno Tabacci (n. 27 august 1946, Quistello, Lombardia, Italia) este un politician italian.